# Taiyo to bara
Taiyo to bara (trad. Sole e rose) è un film del 1956 diretto da Keisuke Kinoshita.